# Droog tropisch woud van Fiji
Het Droog tropisch woud van Fiji is een ecoregio van de ecozone Oceanisch gebied.

## Het gebied
Het noordwesten van de grote eilanden van Fiji is gekenmerkt door lange droge winters en daardoor is dit een van weinige plaatsen in het Oceanisch gebied waar droge tropische wouden voorheen veel voorkwamen. Er is tegenwoordig niet veel van over, mogelijk maar zo'n 100 km², terwijl het oorspronkelijk een derde van het landoppervlak van de grote eilanden uitgemaakt moet hebben.
Het klimaat is er tropisch met temperaturen tussen 22 en 28 °C. De regenval is er 1500–2250 mm per jaar, maar dat is wel beperkt tot de zomermaanden december-april. Het gebied wordt 's zomers soms geteisterd door cyclonen.

## Flora
De boomlaag wordt gedomineerd door twee boomsoorten: Dacrydium nidulum en Fagraea gracilepes. Andere soorten zijn Myristica castaneifolia, Dysoxylum richii, Parinari insularum, Intsia bijuga, Syzygium spp., Aleurites moluccana en Ficus theophrastoides en waren gebieden met bamboe (Bambusa spp.). In de droogste delen komt   de endemische Sandelhoutboom Santalum yasi, Casuarina equisetifolia, and Gymnostoma vitiense en de varen Lygodium scandens voor. Veel van het oorspronkelijk woud is nu vervangen door open grasland, met sterk uitgeputte gronden waar niet veel meer groeit. De grassoort Sporobolus indicus bedekt nu 25% van Viti Levu en Vanua Levu, samen met de varens Pteridium aquilinum en Dicranopteris lineari. De sandelhoutboom is nu een bedreigde soort.

## Fauna
Er waren geen zangvogels die zich specialiseerden in dit type bos, maar wel de eendensoort Dendrocygna arcuata en de uilensoort Tyto longimembris en deze zijn er nu beide waarschijnlijk uitgestorven. Op de kleinere eilandjes en atollen van de archipel komen ook stukjes droog bos voor. Daar broeden vaak zeevogels en  Ducula pacifica, Ptilinopus porphyraceus en Phigys solitarius.

## Galerij

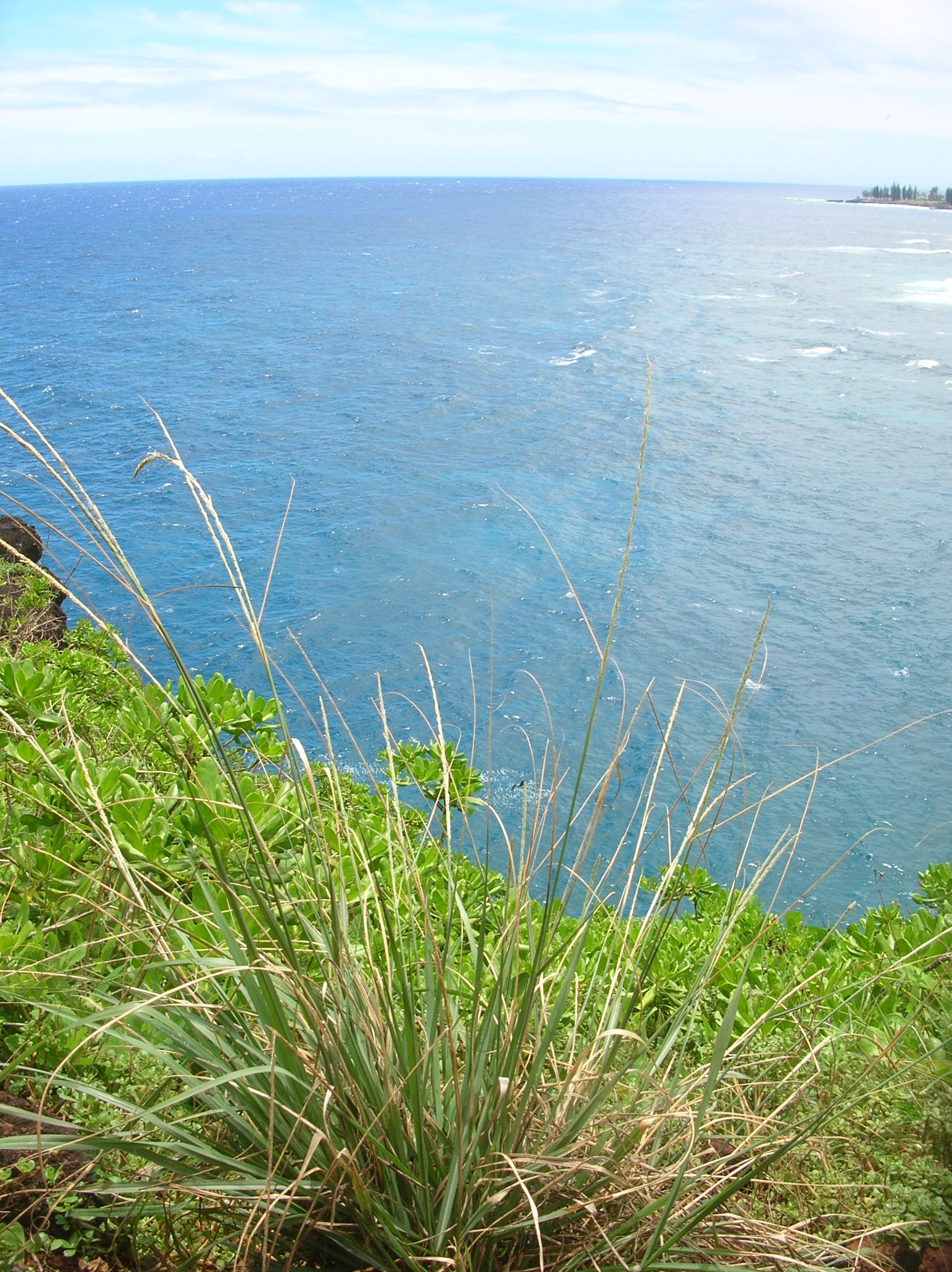
De grassoort Sporobolus indicus
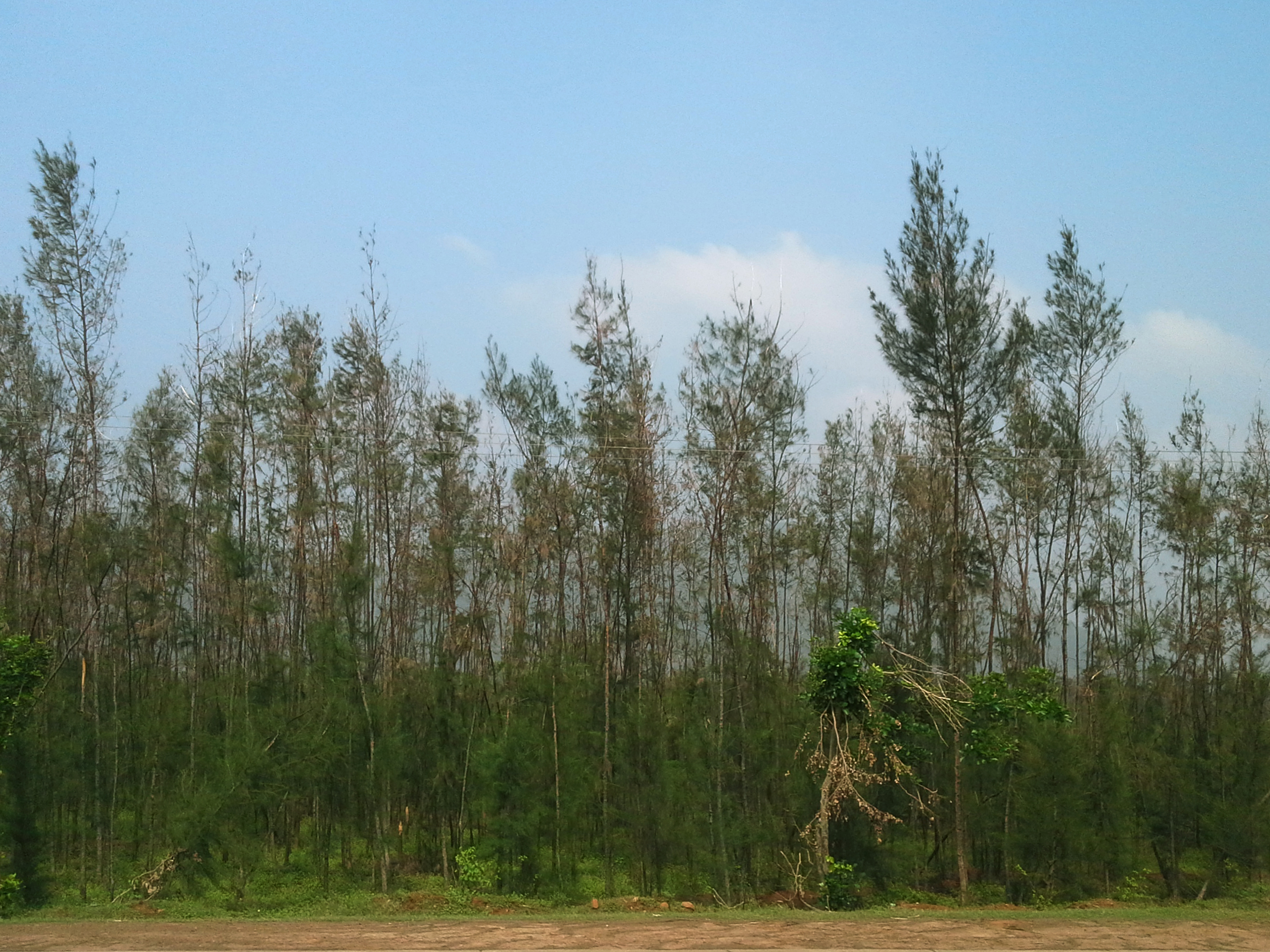
Casuarina equisetifolia plantage in India
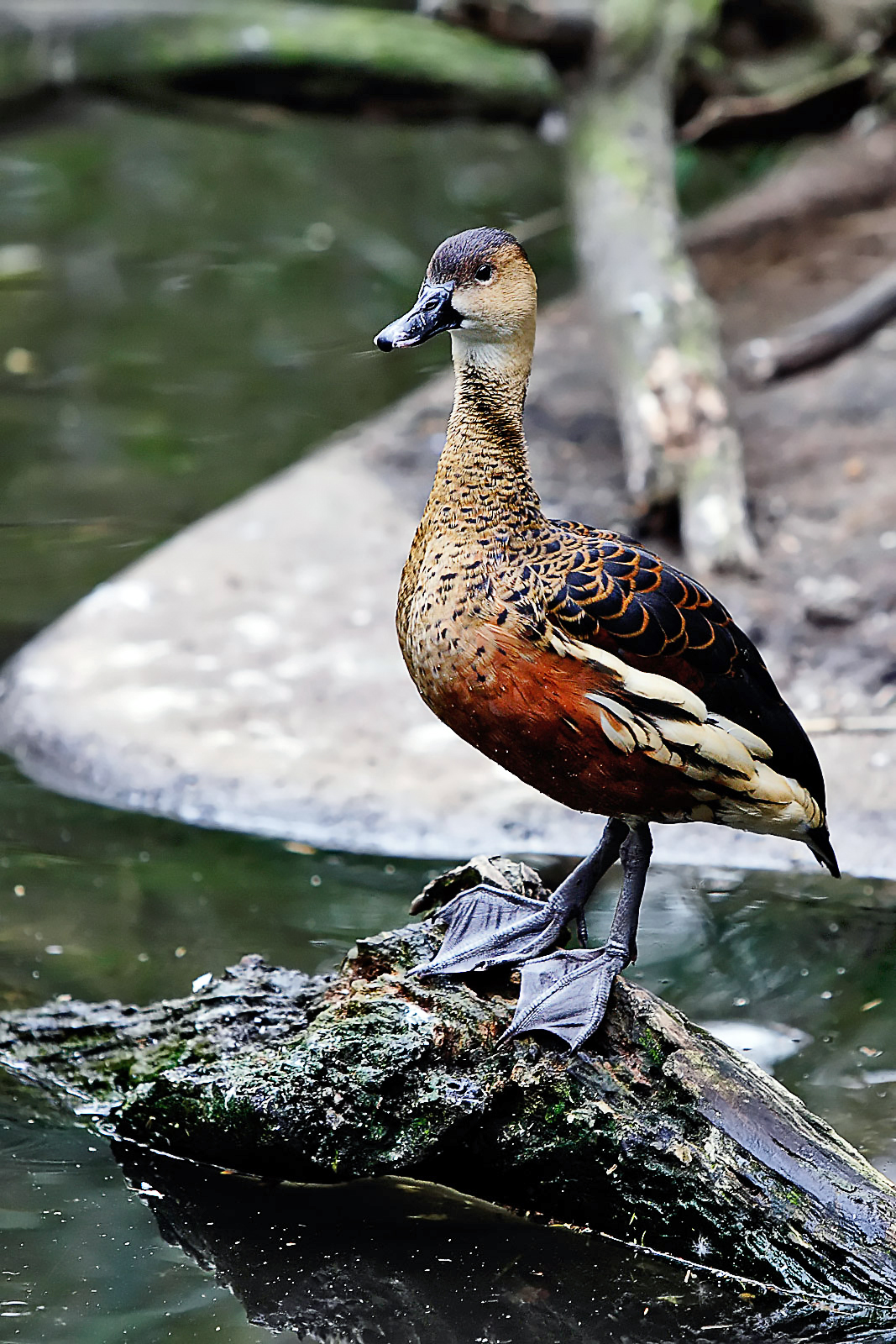
Dendrocygna arcuata
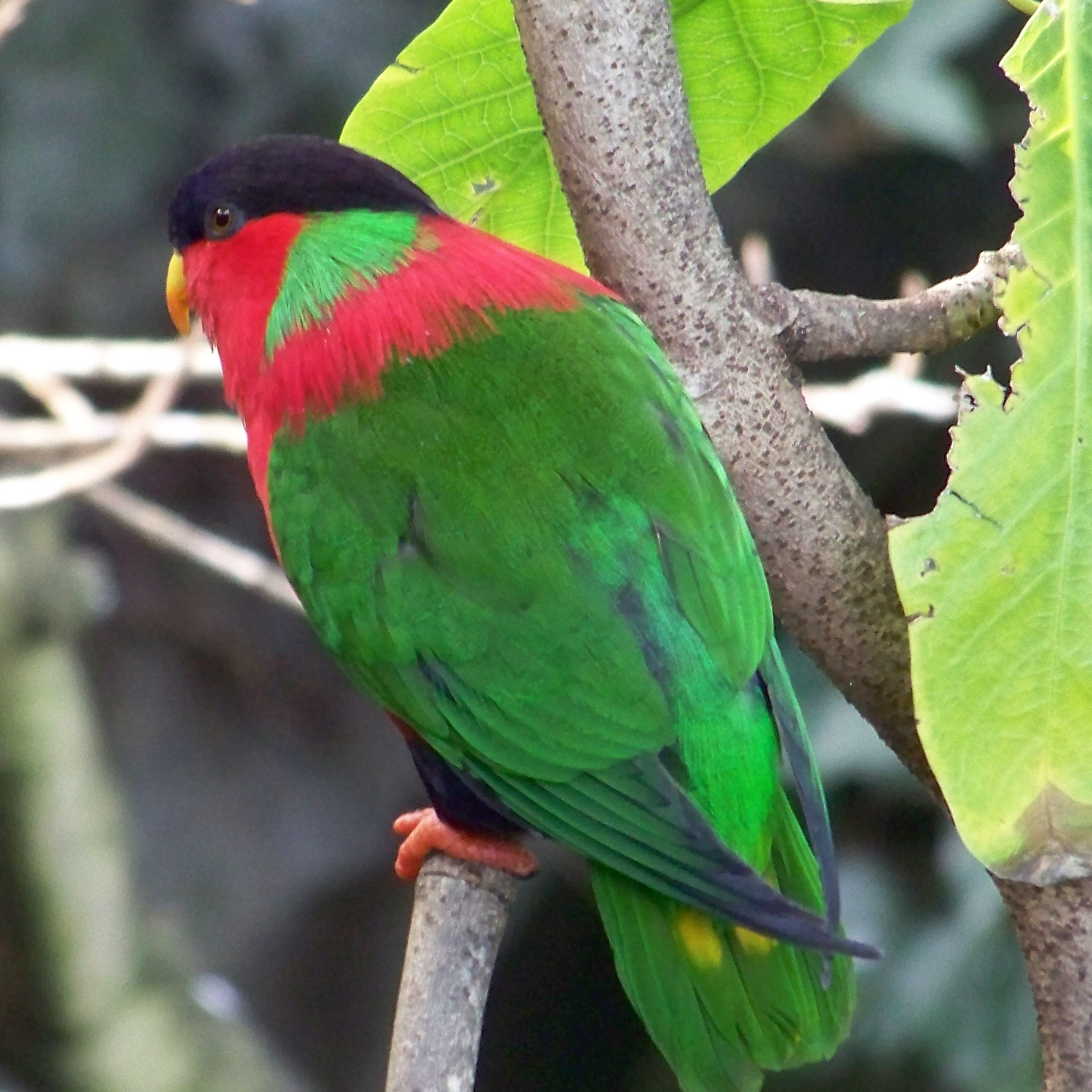
Phigys solitarius